# Sylhet (phân khu)
Phân khu Sylhet (tiếng Bengal: সিলেট বিভাগ, phát âm Sileṭ Bibhag), cũng gọi là Đại Sylhet hoặc vùng Sylhet, là một trong bảy phân khu của Bangladesh, được đặt tên theo thành phố lớn nhất, Sylhet. Phân khu giáp với bang Meghalaya của Ấn Độ ở phía bắc, bang Tripura ở phía nam, bang Assam ở Ấn Độ ở phía đông và phân vùng Dhaka ở phía tây và phân vùng Chittagong ở phía tây nam.

## Hành chính
Phân vùng được chia thành bốn huyện (zilas) và được chia tiếp thành 36 phó huyện (upazilas).
| Tên               | Thủ phủ      | Diện tích (km²) | Dân số điều tra 1991 | Dân số điều tra 2001 | Dân số điều tra 2011 (số liệu sơ bộ) |
| ----------------- | ------------ | --------------- | -------------------- | -------------------- | ------------------------------------ |
| Huyện Habiganj    | Habiganj     | 2.636,58        | 1.526.609            | 1.757.665            | 2.059.000                            |
| Huyện Moulvibazar | Maulvi Bazar | 2.799,39        | 1.376.566            | 1.612.374            | 1.902.000                            |
| Huyện Sunamganj   | Sunamganj    | 3.669,58        | 1.708.563            | 2.013.738            | 2.443.000                            |
| Huyện Sylhet      | Sylhet       | 3.490,40        | 2.153.301            | 2.555.566            | 3.404.000                            |
| Toàn phân khu     | Sylhet       | 12.595,95       | 6.765.039            | 7.939.343            | 9.807.000                            |